# Polderdistrict Maas en Waal (1970-1982)
Het Polderdistrict Maas en Waal was een waterschap in de provincie Gelderland. Het polderdistrict werd op 1 januari 1970 opgericht uit de Polderdistrict Circul van de Ooij en Millingen, Polderdistrict Rijk van Nijmegen en Maas en Waal en een ongereglementeerd gebied. Op 1 januari 1982 ging het polderdistrict met het Polderdistrict Bommelerwaard op in Polderdistrict Groot Maas en Waal.
Het waterschap omvatte bij de oprichting ongeveer 37.000 ha. en lag tussen het punt waar de Maas en de Waal het dichtste bij elkaar zijn bij Heerewaarden, en de Duitse grens. Het oudste deel van de stad Nijmegen wat hogergelegen is en een strook zuidelijker gelegen
gronden hoorden niet bij het waterschap. Het hoofdkantoor van het polderdistrict stond in dezelfde stad.

## Taken
Het polderdistrict had diverse taken op het gebied van waterhuishouding:
- veilige dijken (waterkeringen)
  - dijken, kades en dijkwegen voldoende hoog, stevig en in goede conditie
- droge voeten (waterkwantiteit)
  - zorgen dat het (oppervlakte)water niet te hoog en te laag staat
  - regenwater zoveel mogelijk vasthouden, zodat het in droge tijden benut kan worden